# Demange-aux-Eaux
Demange-aux-Eaux és un municipi francès situat al departament del Mosa i a la regió del Gran Est. L'any 2007 tenia 554 habitants.

## Demografia

### Població
El 2007 la població de fet de Demange-aux-Eaux era de 554 persones. Hi havia 214 famílies, de les quals 48 eren unipersonals (20 homes vivint sols i 28 dones vivint soles), 69 parelles sense fills, 89 parelles amb fills i 8 famílies monoparentals amb fills.
La població ha evolucionat segons el següent gràfic:
Habitants censats

### Habitatges
El 2007 hi havia 259 habitatges, 216 eren l'habitatge principal de la família, 26 eren segones residències i 17 estaven desocupats. 243 eren cases i 14 eren apartaments. Dels 216 habitatges principals, 171 estaven ocupats pels seus propietaris, 41 estaven llogats i ocupats pels llogaters i 5 estaven cedits a títol gratuït; 11 tenien dues cambres, 18 en tenien tres, 52 en tenien quatre i 135 en tenien cinc o més. 191 habitatges disposaven pel capbaix d'una plaça de pàrquing. A 118 habitatges hi havia un automòbil i a 76 n'hi havia dos o més.

### Piràmide de població
La piràmide de població per edats i sexe el 2009 era:
| Homes | Edats   | Dones |
| ----- | ------- | ----- |
| 0     | 95 o +  | 0     |
| 0     | 90 a 94 | 4     |
| 0     | 85 a 89 | 8     |
| 4     | 80 a 84 | 0     |
| 8     | 75 a 79 | 8     |
| 12    | 70 a 74 | 12    |
| 24    | 65 a 69 | 8     |
| 16    | 60 a 64 | 20    |
| 12    | 55 a 59 | 12    |
| 0     | 50 a 54 | 4     |
| 8     | 45 a 49 | 8     |
| 24    | 40 a 44 | 28    |
| 28    | 35 a 39 | 20    |
| 24    | 30 a 34 | 44    |
| 16    | 25 a 29 | 8     |
| 24    | 20 a 24 | 24    |
| 20    | 15 a 19 | 16    |
| 28    | 10 a 14 | 28    |
| 20    | 5 a 9   | 24    |
| 12    | 0 a 4   | 16    |

## Economia
El 2007 la població en edat de treballar era de 353 persones, 244 eren actives i 109 eren inactives. De les 244 persones actives 209 estaven ocupades (120 homes i 89 dones) i 34 estaven aturades (19 homes i 15 dones). De les 109 persones inactives 29 estaven jubilades, 29 estaven estudiant i 51 estaven classificades com a «altres inactius».

### Ingressos
El 2009 a Demange-aux-Eaux hi havia 210 unitats fiscals que integraven 545 persones, la mediana anual d'ingressos fiscals per persona era de 15.635 €.

### Activitats econòmiques
Dels 11 establiments que hi havia el 2007, 2 eren d'empreses extractives, 2 d'empreses de construcció, 4 d'empreses de comerç i reparació d'automòbils, 2 d'empreses de transport i 1 d'una empresa immobiliària.
Dels 4 establiments de servei als particulars que hi havia el 2009, 1 era una oficina de correu, 1 taller de reparació d'automòbils i de material agrícola, 1 guixaire pintor i 1 fusteria.
Dels 2 establiments comercials que hi havia el 2009, 1 era una botiga de més de 120 m² i 1 una fleca.
L'any 2000 a Demange-aux-Eaux hi havia 11 explotacions agrícoles que ocupaven un total de 1.512 hectàrees.

## Equipaments sanitaris i escolars
El 2009 hi havia una escola elemental.

## Poblacions més properes
El següent diagrama mostra les poblacions més properes.